# セルゲイ・ザリャーンコ
セルゲイ・コンスタンティノビッチ・ザリャーンコ（ロシア語: Сергей Константинович Зарянко, ラテン文字転写: Sergey Konstantinovich Zaryanko、1818年10月6日 - 1870年1月1日）は、ロシアの画家、美術教師である。肖像画を描いたことで知られている。

## 略歴
現ベラルーシ、ヴィーツェプスク州のLyadyで生まれた。ポーランド貴族のルボミルスキ家の農奴の息子であったが、父親は農奴から解放され、家族はサンクトペテルブルクに移り、ロシアの政治家アレクサンドル・ゴリツィン(Alexander Nikolaevich Golitsyn)の邸で働いた。セルゲイ・ザリャーンコは早くから美術の才能を見いだされ、ヴァシリー・アヴロリン(Василий Аврорин)という画家の指導を受け、サンクトペテルブルクで画塾を開き貧しい若者を指導していたアレクセイ・ヴェネツィアーノフの推薦のおかげで、1834年に帝国芸術アカデミーで授業の聴講することができるようになった。はじめマキシム・ボロビエフ（Maksim Vorobyov）に風景画を学び、室内画を学んだ。1836年にはアカデミーで銀メダルを授与され、2年後にアカデミーの有望な学生に与えられる称号「優良芸術塚(Классный художник」の称号を与えられた。
1841年に再び銀メダルを授与され、1843年にアカデミーの会員に選ばれれ、モスクワに移り、軍の学校の教師になり、モスクワの教会のために宗教画も描いた。1846年からはモスクワの建築学校でも教えた後、サンクトペテルブルクに戻り、肖像画家として働きはじめた.。1849年に描いた軍人のピョートル・カルロヴィチ・ロムノフスキー（Pyotr Karlovich Lomnovsky）やオペラ歌手のオシップ・ペトロフ（Osip Petrov）の肖像画で肖像画家としての評価が確立された。翌年、画家のフョードル・トルストイ（Fyodor Tolstoy）の肖像画でアカデミーの教授の称号を得た。
1856年にモスクワ絵画・彫刻・建築学校の教授になった。この美術学校で学んだ著名な学生にはヴァシリー・ペロフ、イラリオン・プリャニシニコフ、ヴァシーリー・プーキレフらがいた。1860年代からは作品をほとんど制作せず、教育に専念した。長年眼の病気に苦しみ、片目の視力を失ったともされる.。1870年にモスクワで急死した。

## 作品

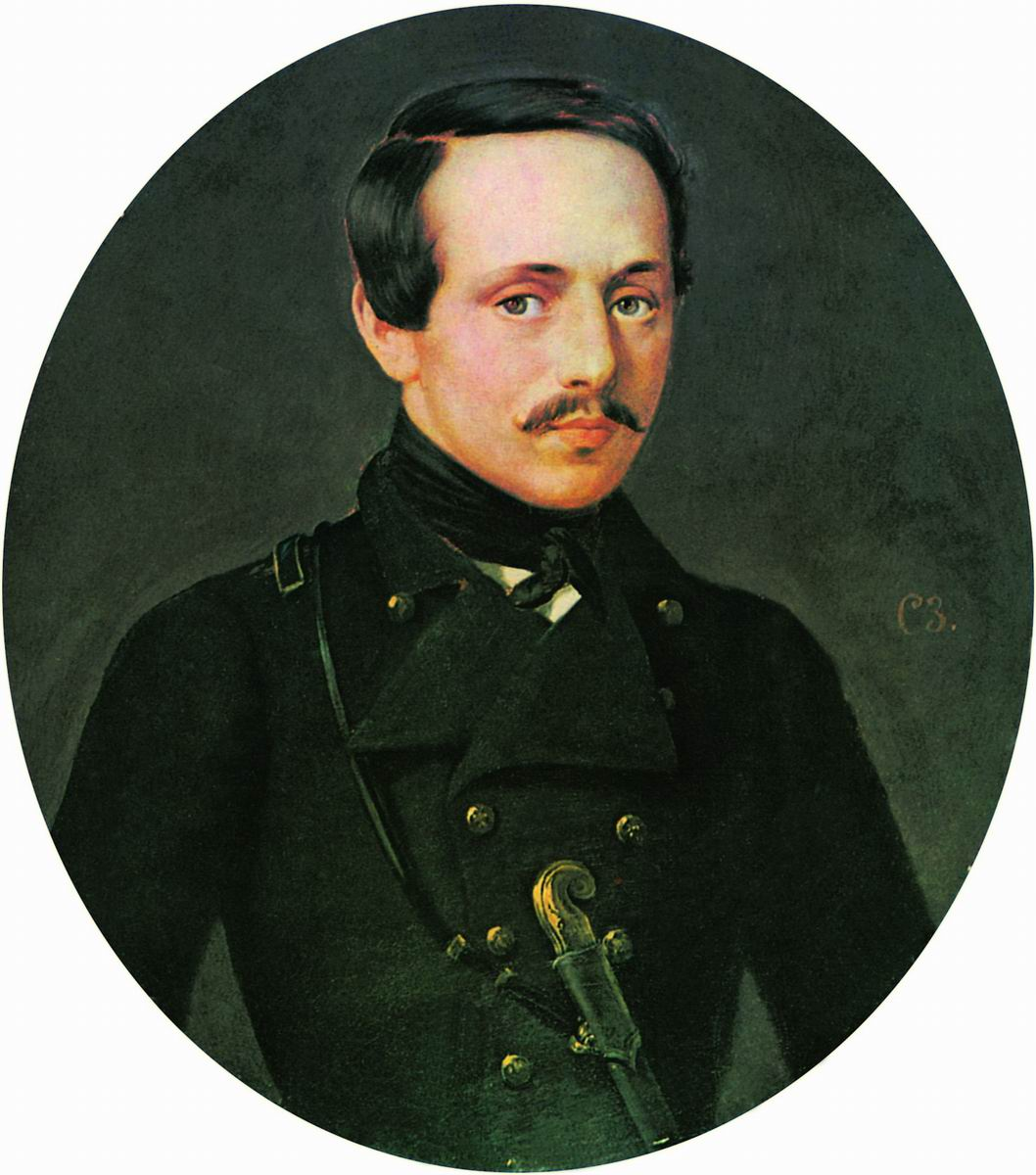
ミハイル・レールモントフ (1842)
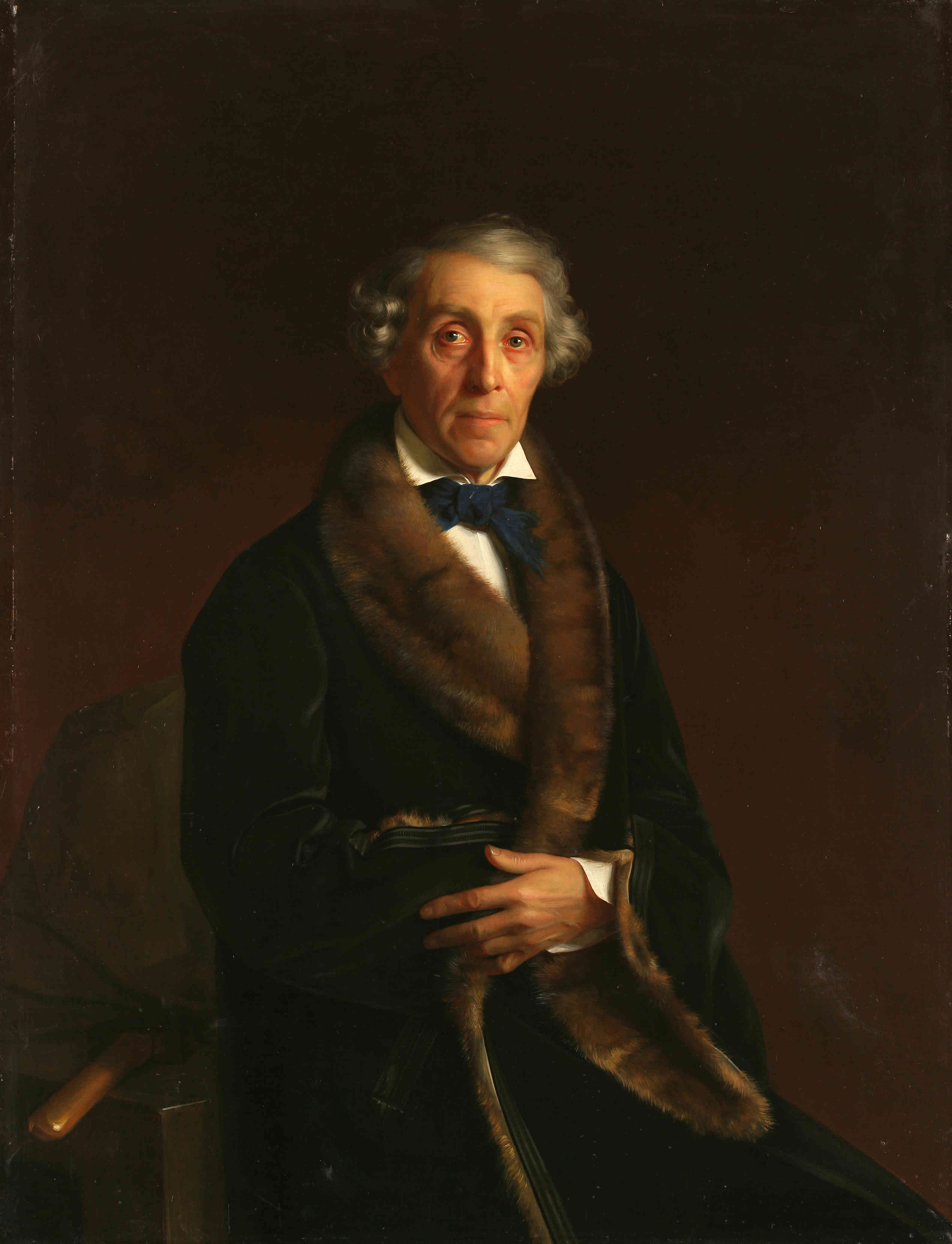
Portrait of Anisya Lesnikova (1850)
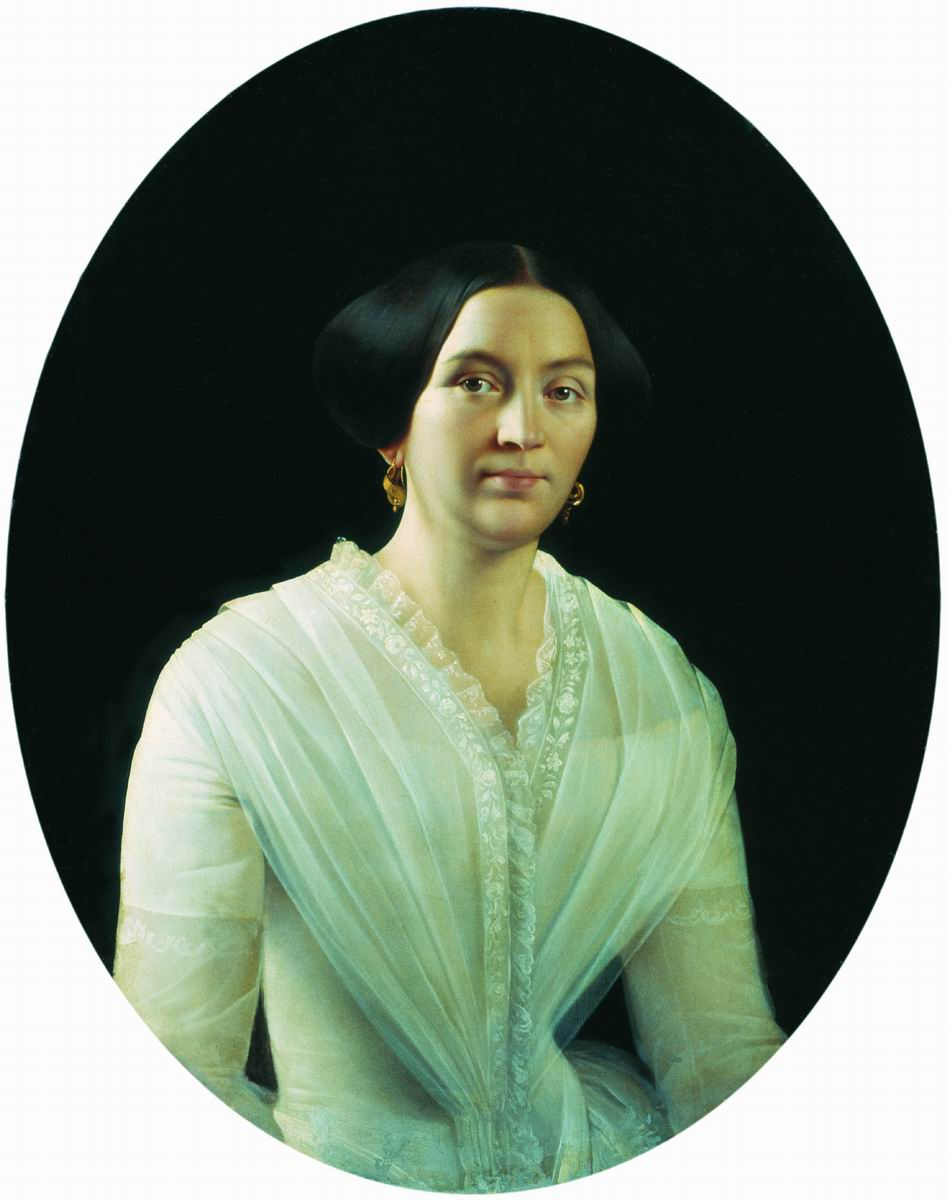
Portrait of Anisya Lesnikova (1850)
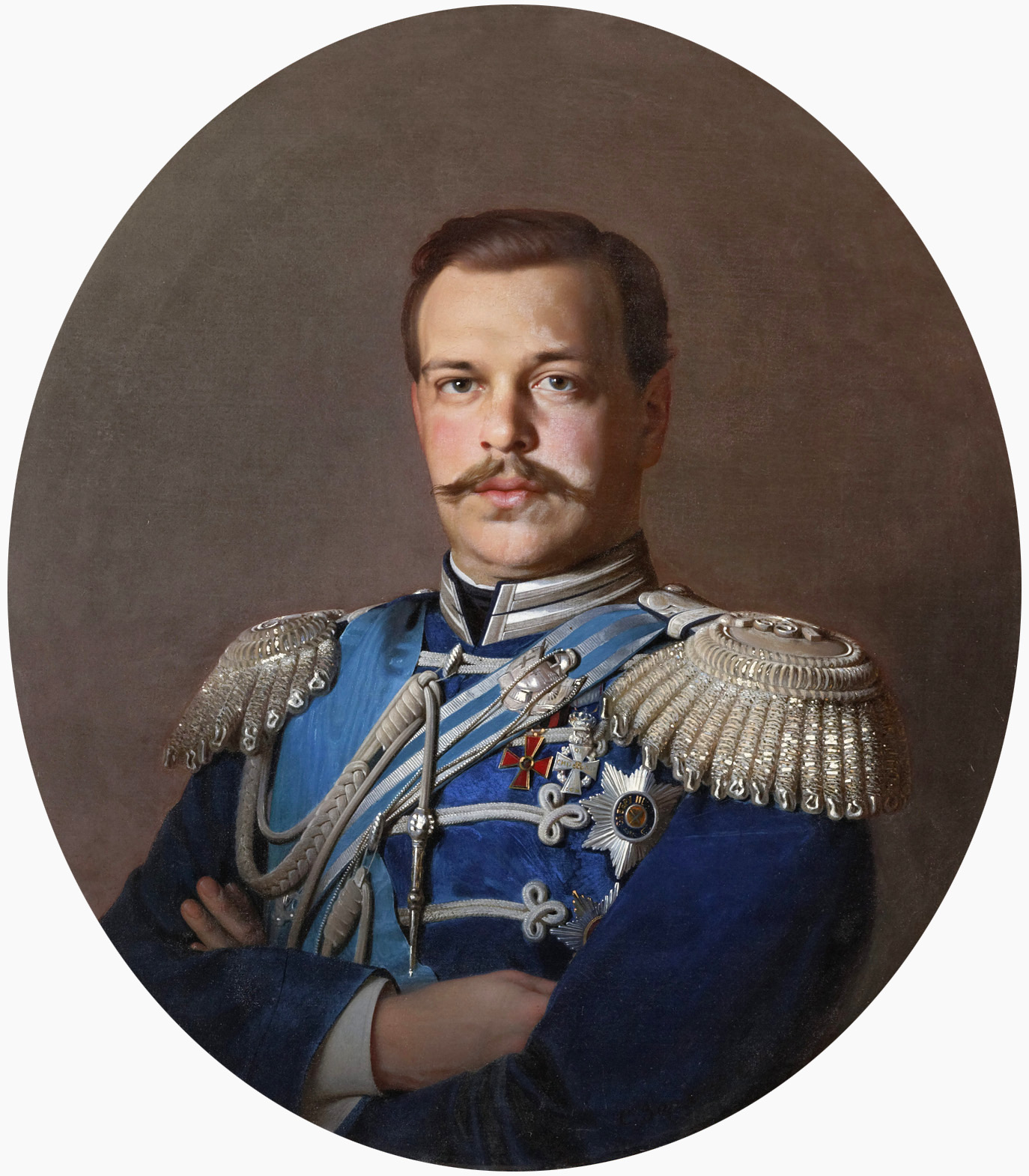
アレクサンドル3世 (ロシア皇帝) (1855)
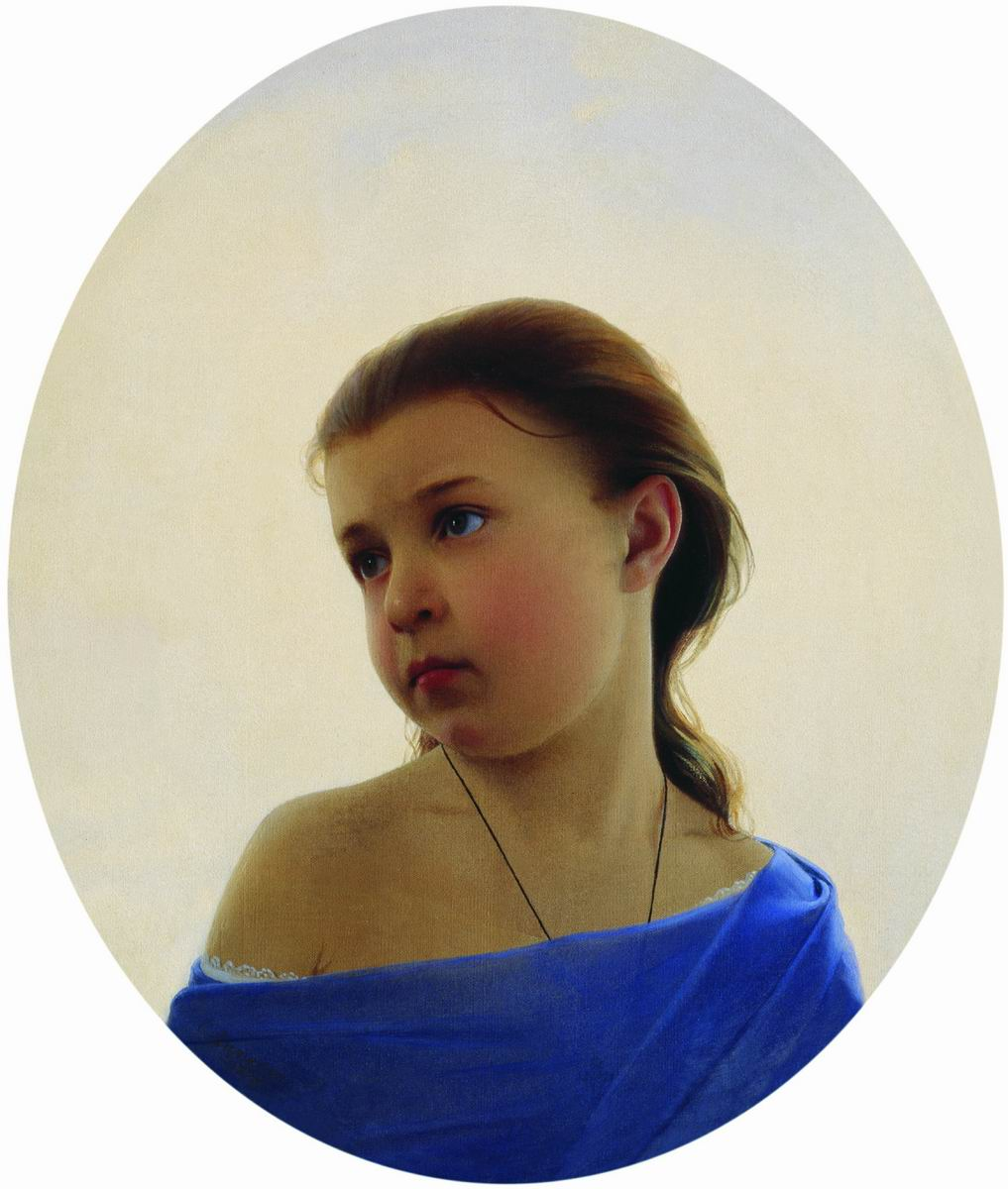
画家の娘の肖像画(1870)